# Smrekovica (Słowacki Raj)
Smrekovica (1008 m) – szczyt w północno-zachodniej części Słowackiego Raju. Znajduje się w grzbiecie pomiędzy doliną  Vernárskiego potoku (na zachodzie) i doliną Doliną Veľkiej Bielej vody (na wschodzie). W grzbiecie tym kolejno od zachodu na wschód wyróżnia się: Baba (1000 m), Smrekovica (1008 m), Krompľa (990 m) i Okrúhly vrch (818 m). Północne stoki całego grzbietu opadają do bezleśnych obszarów Kotliny Hornadzkiej (miejscowościach Hranovnica, Spišský Štiavnik i Betlanovce). Wcina się w nie Betlanovská dolina oddzielająca masyw Smrekowicy od Krompľi. Doliną tą spływa Tepličný potok uchodzący do Hornadu.
Smrekovica jest całkowicie porośnięta lasem, jednak wielka wichura w 2004 r. powaliła jego dużą część i duża część partii szczytowych to wiatrołomy. Nie prowadzi przez nią żaden znakowany szlak turystyczny. Znajduje się w obrębie Parku Narodowego Słowacki Raj.